# Jacob Heidtmann
Jacob Heidtmann (* 6. November 1994 in Pinneberg) ist ein deutscher Schwimmsportler, der sich auf das Lagenschwimmen und die längeren Freistilkonkurrenzen spezialisiert hat. Er ist Deutscher Meister der Jahre 2015, 2016 und 2017 über 400 m Lagen.

## Erfolge
Der 1,95 m große Heidtmann startet für das Swim-Team Stadtwerke Elmshorn. International machte er das erste Mal bei den Jugendeuropameisterschaften 2012 in Antwerpen auf sich aufmerksam: Er wurde 4. über 400 m Lagen, 5. über 400 m Freistil und belegte über 200 m Freistil den 11. Platz. Die Kurzbahneuropameisterschaften 2012 in Chartres brachten noch mäßige Erfolge: 18. 400 m Lagen, 28. 400 m Freistil, 42. 200 m Freistil. Bei den Kurzbahneuropameisterschaften 2013 im dänischen Herning waren es schon eine Endlaufteilnahme mit einem 8. Platz über 400 m Lagen und ein 11. Platz über 1500 m Freistil. Bei den Langbahneuropameisterschaften 2014 in Berlin sprang in 4:18,10 min ein 6. Platz über 400 m Lagen heraus, einen Rang hinter seinem Landsmann Yannick Lebherz (4:16,17). Er siegte hier der Ungar Dávid Verrasztó (4:11,89).
National erbrachten die Deutschen Meisterschaften 2013 in Berlin mit dem 3. einen Podestplatz über 400 m Freistil und einen 4. Platz über 400 m Lagen. Im selben Jahr bei den Deutschen Kurzbahnmeisterschaften 2013 in Wuppertal wurde er 2. über 1500 m Freistil, 3. über 400 m Lagen und 6. über 200 m Freistil.
Bei den Deutschen Meisterschaften 2014 wieder in Berlin wurde er erneut Vizemeister, und zwar über 400 m Lagen.
Die Krönung seiner bisherigen sportlichen Laufbahn brachten die Deutschen Meisterschaften 2015 in der Hauptstadt: Über 200 und 400 m Freistil gab es zweimal Bronze (Sieger jeweils Paul Biedermann und Florian Vogel) und über 400 m Lagen siegte er in 4:13,28 min vor Johannes Hintze (4:16,58) und Kevin Wedel (4:16,61). Damit erfüllte er auch die Norm für die Weltmeisterschaften 2015 im russischen Kasan. Dort wurde er am 9. August 2015 Fünfter und schwamm mit 4:12,08 min deutschen Rekord. Bei den Deutschen Meisterschaften 2017 wurde er am 17. Juni zum dritten Mal in Folge Deutscher Meister über 400 m Lagen und gewann Bronze über 200 m Lagen.
Bei den Olympischen Spielen 2016 in Rio de Janeiro startete Jacob Heidtmann sowohl über 400 m Lagen, als auch in der 4 × 200-m-Freistilstaffel. Im Vorlauf der 400 m Lagen schwamm er neuen deutschen Rekord, wurde aber nachträglich aufgrund eines angeblichen Wechselfehlers für das Finale disqualifiziert. Diese Entscheidung konnte anhand von Fernsehbildern weder eindeutig belegt noch widerlegt werden.
Bei den Europameisterschaften 2018 in Glasgow holte er mit der Mixed-Staffel über 4 × 200 m Freistil die Goldmedaille.
Im September 2019 zog Jacob Heidtmann nach San Diego, um dort unter dem US-Trainer Dave Marsh im Team Elite zu trainieren. Dort knackte Heidtmann auch die Norm für die Olympischen Sommerspiele 2020 in Tokyo.
Seit 2020 startet Heidtmann für das in Los Angeles beheimatete Schwimm Team LA Current.
Heidtmann studiert derzeit Sozialökonomie.